# Southampton Challenger
Il Southampton Challenger è stato un torneo professionistico di tennis giocato su campi in cemento indoor. Faceva parte dell'ATP Challenger Series. Si è giocata una sola edizione, a Southampton in Gran Bretagna.

## Albo d'oro

### Singolare
| Anno | Campione       | Finalista      | Punteggio |
| ---- | -------------- | -------------- | --------- |
| 2005 | Jérôme Haehnel | Kristian Pless | 6–2, 6–3  |

### Doppio
| Anno | Campioni                   | Finalisti                     | Punteggio           |
| ---- | -------------------------- | ----------------------------- | ------------------- |
| 2005 | Jeff Coetzee Rogier Wassen | Travis Parrott Tripp Phillips | 6(8)–7, 6–4, [10–4] |